# Арабшахиды

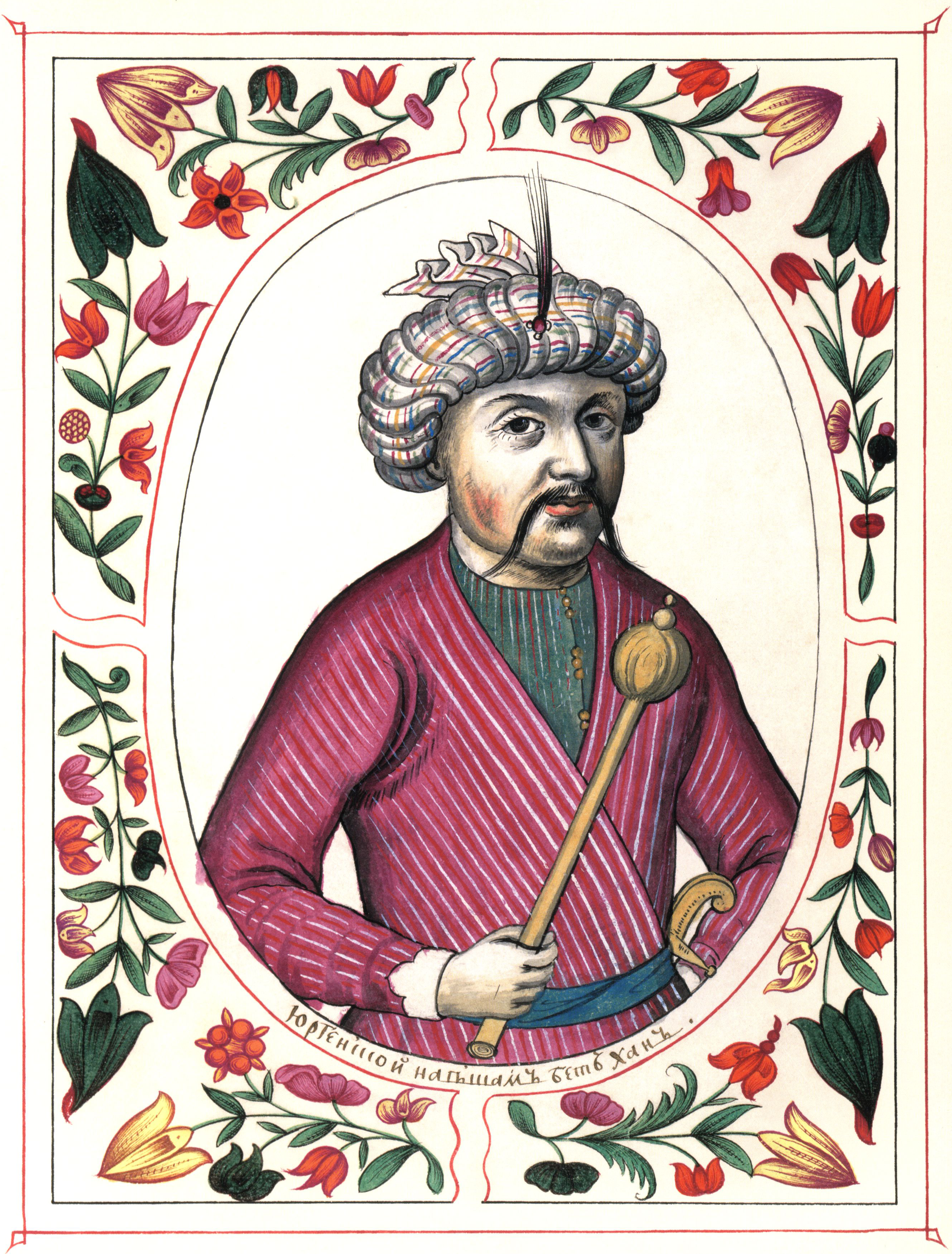
Хивинский хан. Портрет из Царского титулярника (1672)

Арабшахиды (перс. عربشاهيان‎, узб. Arabshohiylar; туркм. Arapşehitliler) или шейбаниды-йадгариды — узбекская) династия чингизидов, правившая в Хорезме и северном Хорасане. Они являются потомками третьего сына Джучи Шибана.

## Происхождение
Арабшахиды получили название по имени Араб-шаха, сына Пулада. Именно от Пулада, сына Менгу-Тимура ведут свой род Арабшахиды. Менгу-Тимур был сыном Бадакула, Бадакул — сыном Джучи-Буки, Джучи-Бука — сыном Бахадура, Бахадур же в свою очередь был сыном Шибана. Также в исторической литературе используется название «Йадгариды» по имени правнука Араб-шаха Йадгар-хана, правившего Ханством Абу-л-Хайра в 1468—1469 годах.

## История
Арабшахиды правили Хивинским ханством с 1515 (1511) года по 1770 год. Кунгратские вожди были инаками при Арабшахидах.
Арабшахид Абулгази-хан (1603-1664) известен как автор двух исторических сочинений на староузбекском языке: «Родословная туркмен» (закончена к 1661) и «Родословная тюрок» (напечатана в Казани, 1852 г., и в Петерб., 1871 г.); она переведена на английский, немецкий, турецкий и французские языки, в том числе и на русский. Сочинения Абулгази отличаются научным характером, ясностью и словарным богатством. Абулгази Баходирхан (1645–1663) собирал при своем дворе коллекцию древностей, отведя специальное помещение для ее демонстрации. В народе это место называли «Ажойибхона» – «Комната чудес» (Кунсткамера).
Ануша-хан или Абу-л-Музаффар Мухаммад Ануша-хан 1663—1686 был сыном и преемником хана Абулгази, продолжал его политику укрепления ханской власти. Совершил ряд набегов на Бухарское ханство, в 1685 временно захватил Самарканд, но вскоре вынужден был оставить его. В 1669 и 1675 пытался восстановить торговые и дипломатические отношения с Россией; в 1668 году послал письмо царю Алексею Михайловичу. В период правления Ануши-хана в Хиве были построены ряд зданий, в том числе медресе и баня, известные под именем Ануша-хана, прорыты два больших канала — Шахабад и Ярмыш. В результате заговора придворных Ануша-хан был свергнут и ослеплен.
Правление известного хана-историка Абулгази (1643—1663), и его сына и наследника Ануша-хана были периодами относительной политической стабильности и экономического развития. Были предприняты широкомасштабные ирригационные работы, и новые орошаемые земли делились между узбекскими племенами, которые становились все более оседлыми. Хорезм ввиду скудости собственных экономических ресурсов вёл войны с Бухарой и Сефевидами, а туркмены государства совершали набеги на Хорасан.
Эренг-хан 1689—1694 был сыном Ануша-хана. Он продолжал его политику укрепления ханской власти после смерти своего брата Худайдад-хана. Пришел к власти благодаря помощи Худайкули-инака. Его близким другом был поэт и архитектор Мавлана Вафа. По приказу Эренг-хана была построена куриниш-хана в цитадели Хивы. В его правление приближенный хана Мухаммад Ризабек из узбеков-киятов построил медресе в Хиве. Правил он всего два года и случайно погиб от падения лошади в 1694 году. К власти пришел Джочи султан, потомок Хаджи Мухаммад-хана.
После смерти Йадигар-хана на хорезмский престол взошел Шергази-хан (1714-1728). Он был потомком Султан Гази-хана, старшего сына Ильбарс-хана. Шергази-хан родился в Бухаре, куда переселились его предки, возможно, из-за политических неурядиц в Хорезме. Шергази-хан окончил медресе в Бухаре и был весьма образованным человеком. Он выделялся способностями из других представителей династии, поэтому его называли сахибкиран, также как и Амир Тимура. Время его правления прошло в завоеваниях, он захватил Мешхед, Мерв. Поход российской миссии во главе с Бековичем-Черкасским на Хиву в 1717 году закончился полным разгромом российского отряда. По приказу Шергази-хана было построено медресе в Хиве. Шергази-хан был убит рабами в 1728 году, и на престол взошел Ильбарс-хан II. История Шергази-хана была изложена его хронистом и историком Сайид Мухаммад Ахундом в произведении «Гулшан-и икбал».
В 1740 году Ильбарс-хан II сражался против войск Надир-шаха, предпринявшего ряд военных походов в Среднюю Азию. Потерпел поражение в битве при Питняке. Осенью 1740 года был убит вместе с 20 другими влиятельными аристократами Хорезма. Надир-шах поставил ханом Хорезма, представителя одного из бухарских аштарханидов — Тахирхана.
В XVII—XVIII веках основную политическую силу в Хивинском ханстве составляли узбекские племена: кунграты, найманы, кияты, мангыты, нукузы, канглы и кипчаки. В борьбе за власть во второй половине XVIII века победу одержало узбекское племя кунграт.
В 1763 году к власти в Хивинском ханстве пришёл представитель узбекского рода кунграт Мухаммад Амин, имевший титул инака. Он проводил политику по восстановлению экономики страны после тяжёлого кризиса середины XVIII века. В период его правления в Хорезме проводились большие ирригационные работы. Проводя жёсткую внутреннюю политику, он, хотя вначале испытывал большие трудности и неудачи, постепенно смог установить относительный мир и политическую стабильность в государстве. По данным историка Агахи, Мухаммад Амин позволил поселиться в пределах государства большой группе каракалпаков.
Узбек-кунграт Мухаммад Амин (1770—1790) и его сын Аваз (1790—1803) правили при помощи марионеточных ханов-арабшахидов, а сын Аваза Эльтузар объявил себя ханом и стал править самолично.

## Список правителей-арабшахидов
- Ильбарс I (1511/1515—1525)
- Султан Хаджи-хан (1525—?)
- Хасанкули-хан
- Суфиян-хан
- Буджуга-хан
- Аванеш-хан
- Кал-хан (1539—1546)
- Агатай-хан (1546)
- Дуст-Мухаммед-хан (1546—1558)
- Хаджи Мухаммад-хан (1558—1602)
- Араб Мухаммад-хан (1602—1623)
- Исфандияр-хан (1623—1643)
- Абу-л-Гази-хан (1643—1663)
- Ануша-хан (1663—1687)
- Эренг-хан (1687—1688)
- Шахнияз-хан (1688—1702)
- Араб Мухаммад-хан II (1702—?)
- Хаджи Мухаммад-хан II
- Йадигар-хан (1714)
- Эренг (1714—1715)
- Шергази-хан (1715—1728)
- Ильбарс-хан II (1728—1740)

Ильбарс-хан II был разгромлен Надир-шахом, а вместо него был поставлен наместником Тахирхан.
- Абу-л-Гази-хан II (1742—1745)
- Гаиб-хан (1745—1770)
- Абу-л-Гази-хан III (1770)